# 工农水库 (广元)
工农水库是中国四川省广元市元坝区境内的一座水库，位于嘉陵江小溪支流上，建于1982年。水库正常库容为1037万立方米，集雨面积为12平方千米，海拔为923.99米。